# Sandnes Ulf 2011
Questa voce raccoglie le informazioni riguardanti il Sandnes Ulf nelle competizioni ufficiali della stagione 2011.

## Rosa
| N. |                         | Ruolo | Calciatore             |
| -- | ----------------------- | ----- | ---------------------- |
| 1  | Danimarca (bandiera)    | P     | Bo Andersen            |
| 4  | Norvegia (bandiera)     | D     | Ronny Espedal          |
| 5  | Svezia (bandiera)       | D     | Edier Frejd            |
| 6  | Norvegia (bandiera)     | C     | Henning Rugland        |
| 7  | Norvegia (bandiera)     | C     | Fredrik Torsteinbø     |
| 8  | Norvegia (bandiera)     | C     | Aksel Berget Skjølsvik |
| 9  | Norvegia (bandiera)     | A     | Morten Eriksen         |
| 10 | Sierra Leone (bandiera) | A     | Lennox Kanu            |
| 11 | Norvegia (bandiera)     | A     | Kamal Saaliti          |
| 12 | Norvegia (bandiera)     | P     | Thomas Haugland        |
| 14 | Norvegia (bandiera)     | D     | Steffen Haugland       |

| N. |                     | Ruolo | Calciatore            |
| -- | ------------------- | ----- | --------------------- |
| 15 | Norvegia (bandiera) | D     | Harald Vindenes       |
| 16 | Norvegia (bandiera) | C     | Andreas Westlye       |
| 17 | Norvegia (bandiera) | A     | Vetle Myhre           |
| 18 | Norvegia (bandiera) | D     | Sander Bjørnå         |
| 19 | Norvegia (bandiera) | D     | Vegard Aanestad       |
| 20 | Nigeria (bandiera)  | C     | Mobi Okoli            |
| 21 | Islanda (bandiera)  | C     | Ingimundur Óskarsson  |
| 22 | Norvegia (bandiera) | A     | Fredrik Fossmark      |
| 23 | Islanda (bandiera)  | C     | Steinþór Þorsteinsson |
| 25 | Norvegia (bandiera) | C     | Thomas Våland         |
| 26 | Norvegia (bandiera) | D     | Kenneth Sola          |

## Calciomercato

### Sessione invernale
| Arrivi | Arrivi                 | Arrivi    | Arrivi     |
| R.     | Nome                   | da        | Modalità   |
| ------ | ---------------------- | --------- | ---------- |
| P      | Bo Andersen            | Stavanger | definitivo |
| D      | Edier Frejd            |           | svincolato |
| C      | Aksel Berget Skjølsvik |           | svincolato |
| A      | Kamal Saaliti          |           | svincolato |

| Partenze | Partenze                | Partenze       | Partenze      |
| R.       | Nome                    | a              | Modalità      |
| -------- | ----------------------- | -------------- | ------------- |
| D        | Mame Mbar Diouf         |                | svincolato    |
| D        | Øystein Elvestad        |                | svincolato    |
| D        | Espen Maldal            |                | svincolato    |
| D        | Per Christian Myhre     |                | svincolato    |
| D        | Zeyn S-Latef            | Sheffield Utd  | fine prestito |
| C        | Runar Andersen          | Brodd          | definitivo    |
| C        | Tom Erik Maldal         | Sola           | definitivo    |
| C        | Vegard Maldal           | Vidar          | definitivo    |
| C        | Jason St Juste          |                | svincolato    |
| C        | Andreas Ulland Andersen | Viking         | fine prestito |
| A        | Allan Borgvardt         |                | svincolato    |
| A        | Tom André Hauge         | Vard Haugesund | definitivo    |

### Sessione estiva
| Arrivi | Arrivi               | Arrivi | Arrivi   |
| R.     | Nome                 | da     | Modalità |
| ------ | -------------------- | ------ | -------- |
| C      | Ingimundur Óskarsson | Fylkir | prestito |

| Partenze | Partenze | Partenze | Partenze |
| R.       | Nome     | a        | Modalità |
| -------- | -------- | -------- | -------- |

## Risultati

### 1. divisjon

#### Girone di andata
| Arbitro: | Kristiansen Toppe |

|  |           |            |
|  | Marcatori | 9’ Høiland |

| Arbitro: | Thorsø Hansen |

|                                                                           |           |                                  |
| Skarsgard Bjørnevik 27’ (rig.) Tokstad 47’ Laajab 62’ Haugland 82’ (aut.) | Marcatori | 55’ Eriksen 73’ Berget Skjølsvik |

| Arbitro: | Steen |

|                                                     |           |  |
| Saaliti 19’ Eriksen 23’ Berget Skjølsvik 30’ (rig.) | Marcatori |  |

| Arbitro: | Borgersen (Oslo) |

|                       |           |             |
| Mendy 11’, 49’ (rig.) | Marcatori | 90’ Eriksen |

| Arbitro: | Hakestad |

|           |           |                            |
| Okoli 62’ | Marcatori | 21’, 42’ (rig.) V. Braaten |

| Arbitro: | Bruheim |

|                          |           |                    |
| Rnkovic 33’ Ovenstad 49’ | Marcatori | 78’ (rig.) Eriksen |

| Arbitro: | Kjensli (Oslo) |

|                                                  |           |            |
| Berget Skjølsvik 52’ (rig.), 54’ (rig.) Sola 64’ | Marcatori | 42’ Holmen |

| Arbitro: | Thorsø Hansen |

|                        |           |                      |
| Karlsen 39’ Heltne 89’ | Marcatori | 81’ Berget Skjølsvik |

| Arbitro: | Lundby (Bøverbru) |

|                            |           |  |
| Berget Skjølsvik 2’ (rig.) | Marcatori |  |

| Arbitro: | Borgersen (Oslo) |

|                                                                    |           |                                 |
| Saaliti 14’ Torsteinbø 44’ Berget Skjølsvik 83’ (rig.), 86’ (rig.) | Marcatori | 23’ Motland 53’ Ulland Andersen |

| Arbitro: | Steen |

|  |           |                             |
|  | Marcatori | 29’ (rig.) Berget Skjølsvik |

| Arbitro: | Thorsø Hansen |

|                                            |           |            |
| Westlye 7’ Saaliti 17’ Torsteinbø 24’, 29’ | Marcatori | 74’ Tollås |

| Arbitro: | Borgersen (Oslo) |

|  |           |                              |
|  | Marcatori | 10’ Saaliti 14’, 35’ Eriksen |

| Arbitro: | Eskås |

|                             |           |  |
| Berget Skjølsvik 29’ (rig.) | Marcatori |  |

| Arbitro: | Kristiansen Toppe |

|                                  |           |                         |
| Tilley Solhaug 13’ Gundersen 44’ | Marcatori | 15’ Saaliti 83’ Westlye |

#### Girone di ritorno
| Arbitro: | Hansen (Feda) |

|             |           |  |
| Eriksen 69’ | Marcatori |  |

| Arbitro: | Thorsø Hansen |

|  |           |                           |
|  | Marcatori | 32’ Þorsteinsson 90’ Kanu |

| Arbitro: | Lundby (Bøverbru) |

|                                     |           |  |
| Torsteinbø 26’ Berget Skjølsvik 57’ | Marcatori |  |

| Arbitro: | Ahlsen |

|             |           |                            |
| Norberg 64’ | Marcatori | 12’ Saaliti 70’ Torsteinbø |

| Arbitro: | Hansen (Feda) |

|                      |           |  |
| Saaliti 63’ Kanu 90’ | Marcatori |  |

| Arbitro: | Hobber Nilsen (Oslo) |

|                                                |           |                                                      |
| Aanestad 37’ (aut.) Stokkeland 43’ Høiland 45’ | Marcatori | 27’, 79’ Eriksen 35’ Sola 51’ Okoli 69’ Þorsteinsson |

| Arbitro: | Hobber Nilsen (Oslo) |

|            |           |  |
| Gerson 66’ | Marcatori |  |

| Arbitro: | Kjensli (Oslo) |

|  |           |                            |
|  | Marcatori | 5’ Gundersen 39’ Kirkevold |

| Arbitro: | Lundby (Bøverbru) |

|           |           |  |
| Olsen 12’ | Marcatori |  |

| Arbitro: | Hakestad |

|                                         |           |             |
| Saaliti 5’, 51’ Eriksen 53’, 65’ (rig.) | Marcatori | 61’ Rnkovic |

| Arbitro: | Lundby (Bøverbru) |

|  |           |             |
|  | Marcatori | 51’ Eriksen |

| Arbitro: | Kjensli (Oslo) |

|                              |           |  |
| Saaliti 14’, 68’ Eriksen 45’ | Marcatori |  |

| Arbitro: | Lundby (Bøverbru) |

|                       |           |             |
| Gabrielsen 60’ (rig.) | Marcatori | 50’ Saaliti |

| Arbitro: | Rafiq (Oslo) |

|                                                                    |           |  |
| Berget Skjølsvik 15’ (rig.) Saaliti 26’, 69’, 86’ Eriksen 43’, 75’ | Marcatori |  |

| Arbitro: | Kristiansen Toppe |

|                                        |           |          |
| Jacobsen 36’ Robertsen 63’ Khalili 90’ | Marcatori | 73’ Kanu |